# Суареш, Самуэл
Самуэл Жумпе Суареш (порт. Samuel Jumpe Soares; род. 15 июня 2002, Амадора, Лиссабон) — португальский футболист, вратарь клуба «Бенфика».

## Клубная карьера
Суареш — воспитанник клубов «Тиреш» и лиссабонской «Бенфики». 9 августа 2021 года в матче против «Насьонал Фуншал» он дебютировал в составе дублёров последних в Сегунда лиге. 27 мая 2023 года в матче против «Санта-Клары» он дебютировал в Сангриш лиге. В своём дебютном сезоне игрок помог клуб выиграть чемпионат.

## Международная карьера
В 2023 году в составе молодёжной сборной Португалии Биаи принял участие в молодёжном чемпионате Европы в Румынии и Грузии. На турнире он был запасным и на поле не вышел.

## Достижения

### Клубные
«Бенфика»
- Чемпион Португалии: 2022/23